# Нитриды рения
Нитриды рения — неорганические соединения металла рения и азота,
серые кристаллы.

## Получение
- Действием аммиака при 300-350°С на перренат аммония или хлорид рения(III) образуются нитриды рения переменного состава от Re2N и до Re3N.

## Физические свойства
Нитриды рения образуют серые кристаллы
кубической сингонии,
параметры ячейки a = 0,392 нм.
Разлагаются в вакууме при 280°С.